# 愛新覚羅載漪

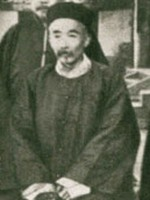
載漪

愛新覚羅 載漪（あいしんかくら さいい、アイシンギョロ・ヅァイイ、満州語：ᠠᡞᠰᡞᠨ ᡤᡞᠣᠷᠣ
ᡯᠠᡞ ᡞ、転写：aisin-gioro dzai-i、1856年 - 1922年）は、清の皇族。
道光帝の皇五子惇親王奕誴の子。瑞郡王奕誌（嘉慶帝の皇四子瑞親王綿忻の子）の跡を継ぎ、38歳で端郡王となった。西太后の甥で光緒帝のいとこにあたる。
戊戌の政変後、載漪の次男の溥儁が西太后によって大阿哥（皇太子）に擁立されたが、外国公使の支持を得ることはできなかった。西太后は反対を押し切って1899年4月に溥儁を即位させ、保慶と改元し、光緒帝を廃位した。しかし各方面から反対がおこり、西太后は光緒帝を廃位する計画を断念せざるを得なかった。
義和団の乱では、主戦派で弟の輔国公載瀾とともに積極的に義和団を利用することを主張した。連合軍が北京に近づくと西太后とともに西安に向かった。義和団鎮圧後、八カ国連合軍から戦犯に指名され、死刑を要求されたが王族だったため1902年に朝廷は載漪一家を新疆省に追放処分とした。移動途中のモンゴルに留まることになり、当初は友人や西太后の援助で裕福に生活できたが有力者と不和になり、中華民国建国後、甘州に移って医師の長男の溥僎の収入と北京政府からの生活費の支給で暮らした。1920年に長男の溥僎が亡くなると葬儀と埋葬のために北京に行ったが、1922年に亡くなった。享年66。
溥僎の孫娘に高名な画家の愛新覚羅恒懿がおり、著書「世紀風雪 幻のラストエンペラー」で載漪の追放とその後について記している。